# László Borbély
László Borbély (ur. 26 marca 1954 w Târgu Mureș) – rumuński polityk i ekonomista narodowości węgierskiej, długoletni deputowany, w latach 2004–2008 i 2009–2012 minister.

## Życiorys
Od czasu studiów przez pewien czas zajmował się amatorskim aktorstwem. W 1977 został absolwentem wydziału nauk ekonomicznych Universitatea de Vest din Timișoara, a w 1985 studiów podyplomowych na Akademii Studiów Ekonomicznych w Bukareszcie. W 2011 doktoryzował się z ekonomii na Uniwersytecie Babeșa i Bolyaia w Klużu-Napoce. W latach 1977–1990 pracował głównie jako ekonomista, najpierw w Reghinie, później w rodzinnej miejscowości.
Po rewolucji z 1989 zaangażował się w działalność polityczną. Początkowo dołączył do Front Ocalenia Narodowego, następnie wstąpił do reprezentującego mniejszość węgierską Demokratycznego Związku Węgrów w Rumunii. Obejmował funkcje przewodniczącego struktur lokalnych partii oraz wiceprzewodniczącego struktur krajowych. W latach 1990–1996 przez dwie kadencje sprawował mandat posła do Izby Deputowanych. Do niższej izby rumuńskiego parlamentu powrócił w 2000, uzyskiwał reelekcję w wyborach w 2004, 2008 i 2012, zasiadając w niej do 2016.
W latach 1996–2000 zajmował stanowisko sekretarza stanu w ministerstwie robót publicznych i planowania przestrzennego. W randze ministra wchodził później w skład obu rządów Călina Popescu-Tăriceanu – w pierwszym był ministrem delegowanym do spraw robót publicznych i planowania przestrzennego (2004–2007), w drugim sprawował urząd ministra rozwoju, robót publicznych i mieszkalnictwa (2007–2008). W skład gabinetu powrócił w grudniu 2009 jako minister środowiska i leśnictwa u Emila Boca. Funkcję tę utrzymał również w utworzonym w lutym 2012 rządzie Mihaia Răzvana Ungureanu. Ustąpił w kwietniu 2012 w związku z formułowanymi przez organ antykorupcyjny DNA zarzutami nieprawidłowości w oświadczeniach majątkowych.
W 2017 powołany na radcę stanu w urzędzie premiera Rumunii.

## Odznaczenia
- Order Gwiazdy Rumunii V klasy[1]
- Order Zasługi Republiki Węgierskiej III klasy[1]